# Арнальдс, Оулавюр
Оулавюр Арнальдс (исл. Ólafur Arnalds; род. 3 ноября 1986) — исландский мультиинструменталист и музыкальный продюсер из Мосфедльсбайра. Он смешивает струнные и фортепиано с лупами и битами, звуки варьируются от эмбиента/электроники до атмосферной поп-музыки.
В 2009 году Оулавюр также сформировал экспериментальный техно-проект под названием Kiasmos с Янусом Расмуссеном из исландской электро-поп группы Bloodgroup, анонсировавшим свой электронный дебютный альбом в 2014 году.

## Биография
Бабушка Оулавюра познакомила его с музыкой Фредерика Шопена с раннего возраста.
Арнальдс играл на ударных в хардкор/метал-группах Fighting Shit и Celestine, а также принимал участие в сольном проекте своего друга «My Summer as a Salvation Soldier», в котором играл на банджо, гитаре и фортепиано. В 2004 году Арнальдс записал введение и ещё две композиции для альбома Antigone немецкой металкор-группы Heaven Shall Burn. Также он исполнил струнные аранжировки для английской группы 65daysofstatic.
12 октября 2007 года состоялся релиз первого сольного альбома Арнальдса Eulogy for Evolution. Вслед за ним в 2008 году вышел мини-альбом Variations of Static. В том же году Оулавюр отправился в турне вместе с Sigur Rós. В апреле 2009 года Арнальдс издал сборник композиций под названием Found Songs. В том же году Оулавюр совместно с Барди Йоханнсоном из Bang Gang создали саундтрек к постановке балета «Dyad» 1909 года режиссёра Уэйна Макгрегора. Релиз состоялся в начале декабря 2009 года. В апреле 2010 года вышел второй студийный альбом …and They Have Escaped the Weight of Darkness.
В 2013 г. Арнальдс написал саундтрек к английскому телевизионному сериалу «Бродчёрч».

## Награды и номинации
В 2013 году Оулавюр написал музыку к сериалу ITV 2013 года «Бродчёрч», за который он получил премию BAFTA TV Craft в 2014 году за лучшую оригинальную музыку.
В 2020 году Оулавюр был номинирован на премию «Эмми» за выдающуюся оригинальную музыкальную тему для основного названия за заглавную тему к сериалу Apple TV+ «Защищая Джейкоба».
В 2021 году он был номинирован в двух категориях на 64-й ежегодной премии «Грэмми». «Loom (feat. Bonobo)» был номинирован в категории «Лучшая танцевальная/электронная запись», а «The Bottom Line» был номинирован в категории «Лучшая аранжировка, инструментальная композиция и вокал». Обе песни вошли в его пятый студийный альбом «Some Kind of Peace» (2020).

## Личная жизнь
Оулавюр Арнальдс является вегетарианцем.
Его двоюродная сестра — известная певица Оулёф Арнальдс.
Любимые композиторы-классики Оулавюра — Фредерик Шопен, Дэвид Лэнг, Шостакович и Арво Пярт.

## Дискография
Альбомы
- Eulogy for Evolution (2007)
- …and They Have Escaped the Weight of Darkness (2010)
- For Now I Am Winter (2013)
- Island Songs (2016)
- re: member (2018)
- some kind of peace (2020)

EP
- Variations of Static (EP, 2008)
- Found Songs (EP, 2009)
- Dyad 1909 (EP, 2009)
- Living Room Songs (EP, 2011)
- Only the Winds — EP (2013)

Collections
- Found Songs (2009)
- Living Room Songs (2011)
- Island Songs (2016)

Саундтреки
- Dyad 1909 (2009)
- Blinky TM (2010)
- Jitters (2010)
- Another Happy Day (2012)
- Gimme Shelter (2013)
- Vonarstræti/Life in a Fishbowl (2014)
- Broadchurch (2015)
- «Not Alone» — Single (2015) from Broadchurch
- Defending Jacob (2020)

Коллаборации
- A Hundred Reasons — Single (2010) with Haukur Heiðar Hauksson (lead singer of Dikta)
- Stare — EP (2012) with Nils Frahm
- The Chopin Project (2015) with Alice Sara Ott
- So Far — Single (2015) with Viktor Orri Árnason, Laufey Jensdóttir, Björk Oskardsdóttir, Sólveig Vaka Eyþórsdóttir, Bjarni Frímann Bjarnason & Hallgrímur Jónas Jensson
- Life Story / Love and Glory — Single (2015) with Nils Frahm
- Loon — EP (2015) with Nils Frahm
- Trance Frendz (2016) with Nils Frahm
- Say My Name — Single (2016) with Arnór Dan

Mixtapes
- Late Night Tales (Continuous Mix) (2016)